# Gong Lijiao
Gong Lijiao, född den 24 januari 1989 i Luquan, Hebei, Kina, är en kinesisk friidrottare som tävlar i kulstötning.

## Karriär
Gongs första större mästerskapsfinal var finalen vid VM 2007 i Osaka där hon slutade sjua. Gong var även i final vid Olympiska sommarspelen 2008 där hon blev femma efter en stöt på 19,20 meter. Gong fick senare en bronsmedalj efter att två medaljörer testat positivt för doping.
Vid VM 2009 i Berlin noterade hon ett nytt personligt rekord då hon stötte 19,89 vilket räckte till en tredje plats.
Vid olympiska sommarspelen 2020 i Tokyo tog Gong guld i damernas kulstötning med en stöt på 20,58 meter, vilket även var nytt personbästa. I juli 2022 vid VM i Eugene tog hon silver i kultävlingen efter en stöt på 20,39 meter.
I augusti 2023 vid VM i Budapest tog Lijiao brons efter en stöt på 19,69 meter.

## Personliga rekord
- Kulstötning – 20,58 meter
- Spjutkast – 53,94 meter